# Bruno Fagnoul
Bruno Fagnoul (ur. 11 czerwca 1936 w Raeren, zm. 24 listopada 2023) – belgijski polityk, nauczyciel i samorządowiec, w latach 1984–1986 pierwszy minister-prezydent wspólnoty niemieckojęzycznej Belgii (DG), później minister w rządzie tej wspólnoty i burmistrz Raeren.

## Życiorys
Reprezentant mniejszości niemieckiej w Belgii. Pracował zawodowo jako nauczyciel, od 1974 do 1981 był dyrektorem szkoły podstawowej w rodzinnej miejscowości. W 1976 po raz pierwszy wybrano go na radnego Raeren, a w 1977 został członkiem legislatywy wspólnoty niemieckojęzycznej (Rat der deutschen Kulturgemeinschaft), w 1980 objął funkcję jej wiceprzewodniczącego. Od 1981 był współpracownikiem Jeana Gola, wicepremiera w rządzie federalnym, odpowiadając za sprawy mniejszości niemieckojęzycznej.
W czerwcu 1984, kilka miesięcy po uchwaleniu przepisów powołujących rząd wspólnoty niemieckojęzycznej, objął funkcję ministra-prezydenta tej wspólnoty. Kierował gabinetem tworzonym przez koalicję liberałów, socjalistów i katolików. Zakończył urzędowanie po wyborach w 1986. Wszedł następnie w skład rządu Josepha Maraite'a jako minister odpowiedzialny za edukację, kształcenie zawodowe, kulturę i media, a od 1989 także za szkolnictwo. W regionalnym gabinecie pozostał do 1990. W latach 1989–2000 był burmistrzem Raeren, po czym wycofał się z aktywności politycznej.